# تشارلز شيلتون
تشارلز شيلتون (بالإنجليزية: Charles Shelton)‏ هو ضابط أمريكي، ولد في 29 أبريل 1932.